# 理学療法士及び作業療法士法
理学療法士及び作業療法士法（りがくりょうほうしおよびさぎょうりょうほうしほう、昭和40年6月29日法律第137号）は、理学療法士、作業療法士の資質を向上し、もって医療および公衆衛生の普及向上を図ることに関する日本の法律である。
1965年（昭和40年）6月29日に公布された。

## 構成
- 第1章 - 総則（第1条~第2条）
- 第2章 - 免許（第3条~第8条）
- 第3章 - 試験（第9条~第14条）
- 第4章 - 業務等（第15条~第17条の2）
- 第5章 - 理学療法士作業療法士試験委員（第18条~第19条）
- 第6章 - 罰則（第20条~第22条）
- 附則

## 免許・資格
- 理学療法士
- 作業療法士

以下に掲げる業務については、理学療法士及び作業療法士法第2条第1項の「作業療法」に含まれる。
- 移動、食事、排泄、入浴等の日常生活活動に関するＡＤＬ訓練
- 家事、外出等のＩＡＤＬ訓練
- 作業耐久性の向上、作業手順の習得、就労環境への適応等の職業関連活動の訓練
- 福祉用具の使用等に関する訓練
- 退院後の住環境への適応訓練
- 発達障害や高次脳機能障害等に対するリハビリテーション